# 2018 у музиці
Ця стаття присвячена музичним подіям 2018 року.

## Річниці
- 205 років — Гулак-Артемовський Семен Степанович, Витвицький Йосип Хомич
- 195 років — Лаврівський Іван Андрійович
- 190 років — Завадський Михайло Адамович
- 185 років — Заремба Владислав Іванович
- 175 років — Абаза Аркадій Максимович
- 170 років — Пухальський Володимир В'ячеславович
- 165 років — Ходоровський Григорій Костянтинович
- 160 років — Козаченко Георгій Олексійович
- 155 років — Блуменфельд Фелікс Михайлович, Нижанківський Остап Йосипович, Сокальський Володимир Іванович, Васильєв Матвій Тимофійович, Горілий Олександр Леонтійович, Мелетій Лончина, Молчанов Порфирій Устинович, Стех Володимир Василь
- 150 років — Аполлонов Іван Іванович
- 145 років — Підгорецький Борис Володимирович
- 135 років — Степовий Яків Степанович, Козицький Сергій Олександрович, Гершфельд Григорій Ісаакович, Леванковський Леонід Петрович, Злобінцев Михайло Олександрович, Форостина Євген
- 130 років — Барвінський Василь Олександрович, Маєрський Тадей Станіславович, Гончаров Петро Григорович
- 125 років — Козицький Пилип Омелянович, Нижанківський Нестор Остапович, Баландюк Антін, Блонський Христофор Антонович, Грудин Володимир Володимирович, Левитський Борис Порфирович
- 120 років — Гайдамака Леонід Григорович, Тіц Михайло Дмитрович, Дрималик Богдан Йосипович, Туркевич-Лукіянович Стефанія Іванівна
- 115 років — Колесса Микола Філаретович, Мейтус Юлій Сергійович, Сластіон Юрій Опанасович, Завалишина Марія Семенівна, Гозенпуд Матвій Якимович
- 110 років — Зноско-Боровський Олександр Федорович, Свєчніков Анатолій Григорович, Торчинський Володимир Маркович
- 105 років — Майборода Георгій Іларіонович, Жуковський Герман Леонтійович, Баранецький Ярослав, Морозов Ігор Володимирович
- 100 років — Майборода Платон Іларіонович, Коломієць Анатолій Панасович, Всеволод Рождественський
- 95 років — Драго Ігор Борисович, Мартон Іштван Ференцович, Мірошник Анатолій Михайлович, Циганков Дмитро Гнатович, Яровий Яків Павлович, Рожавська Юдіф Григорівна
- 90 років — Лапинський Яків Наумович, Муха Антон Іванович, Ященко Леопольд Іванович, Ушкарьов Анатолій Федорович
- 85 років — Канерштейн Олександр Михайлович, Авдієвський Анатолій Тимофійович, Кушніренко Андрій Миколайович, Левченко Григорій Семенович
- 80 років — Балей Вірко Петрович, Скорик Мирослав Михайлович, Іщенко Юрій Якович, Губа Володимир Петрович, Ляшенко Геннадій Іванович, Пашкевич Анатолій Максимович, Тилик Володимир Володимирович, Горностай Василь Прокопович, Доник Лариса, Козименко Михайло Григорович, Шевченко Анатолій Антонович
- 75 років — Дутковський Лев Тарасович, Лавришин Зіновій Васильович, Матій Петро Петрович
- 70 років — Злотник Олександр Йосипович, Демчишин Ростислав Петрович, Пацукевич Віктор Олексійович, Войтюк Сергій Якович, Дунець Василь Ярославович, Етінгер Лев Маркович, Нечипорук Леонід Матвійович
- 65 років — Зубицький Володимир Данилович, Шевченко Юрій Валентинович, Камінський Віктор Євстахійович, Кириліна Ірина Яківна, Петриненко Тарас Гаринальдович, Дворський Павло Ананійович, Гоноболін Олександр Чарльзович, Квасневський Валерій Федорович, Кузнецов Юрій Анатолійович
- 60 років — Гаврилець Ганна Олексіївна, Стецюк Ігор Олегович, Андрійчук Петро Олександрович, Городинський Станіслав Станіславович, Китастий Юліян Петрович, Панов Андрій, Саліванов Олег Григорович, Філоненко Юрій
- 55 років — Козаренко Олександр Володимирович, Здоренко Юрій Вікторович, Меладзе Костянтин Шотайович, Левицький Мирослав Романович, Москалець Кость Вілійович, Шевченко Олександр Анатолійович
- 50 років — Фроляк Богдана Олексіївна, Карнак Андрій Михайлович, Май Наталія Михайлівна, Сиротюк Валерій Степанович, Янушкевич Ольга Миколаївна
- 45 років — Александров Дмитро Вадимович, Безбородько Олег Анатолійович, Перцов Данило Володимирович, Лютий Василь Іванович, Равлюк Любомир Романович
- 40 років — Бондаренко Андрій Ігорович, Янцо Віктор Степанович, Захарова Марина Олександрівна, Метью Белламі, Кріс Волстенголм
- 35 років — Мануляк Остап Михайлович
- 30 років — Хмара Євген Станіславович, Джусь Ярослав Анатолійович, Заноз Назарій Тарасович

## Події
- 8-12 травня — Євробачення 2018.
- 4–8 липня — фестиваль Atlas Weekend — ВДНГ, Київ.
- 20-22 липня — фестиваль Файне Місто 2018 — Іпподром, Тернопіль.
- 25 липня — фестиваль UPark Festival — Арка дружби народів, Київ.

## Колективи
| Засновані - Action - CODÂNE - DreamNote - Edgar & Emma - LSD - Two Kooms | Поновились - ABBA - The Kinks - Mötley Crüe - Swedish House Mafia - Westlife | Розпалися - Кукрыниксы - Burzum - Fifth Harmony - Rush - Wild Beasts |

## Концерти в Україні
Зарубіжні виконавці
- 24 березня — IAMX — клуб Malevich, Львів[4][5].
- 25 березня — IAMX — Bel Étage, Київ[4].
- 9 квітня — Nothing but Thieves — клуб Malevich, Львів.
- 10 квітня — Nothing but Thieves — Bel Étage, Київ.
- 30 квітня — Thirty Seconds to Mars — Палаці спорту, Київ.
- 31 серпня — Imagine Dragons — НСК «Олімпійський», Київ.
- 22 листопада — Kadebostany — Atlas, Київ.
- 28 листопада — Louna — Atlas, Київ.
- 1 грудня — Тілль Ліндеманн — Atlas, Київ.
- 6 грудня — Uriah Heep — Палац «Україна», Київ.
- 6 грудня — Бет Харт — Жовтневий палац, Київ.

## Нагороди

### Премія «Греммі»
60-та церемонія нагородження музичної премії «Греммі» відбулась 28 січня 2018 року у Нью-Йорку.
- Запис року — «24K Magic» Бруно Марса
- Альбом року — «24K Magic» Бруно Марса
- Пісня року — «That's What I Like» Бруно Марса
- Найкращий новий артист — Алессія Кара

### Премія «Вольфа»
Премія Вольфа з музики — Пол Маккартні та Адам Фішер.

### Премія «YUNA»
7-ма церемонія нагородження музичної премії «YUNA» відбулась 26 лютого 2018 року в НПМ «Україна» у Києві.
- Найкращий альбом — «H2Lo» співачки LOBODA
- Найкраща пісня — «Тает лёд» гурту «Грибы»
- Найкраща пісня українською мовою — «Журавлі» гурту «The Hardkiss»
- Відкриття року — гурт «KAZKA»

### Премія «Золота Жар-птиця»
9-та церемонія нагородження музичної премії «Золота Жар-птиця» відбулась 19 травня 2018 року в НПМ «Україна» у Києві.
- Кліп року —  «Шкода» співачки Tayanna
- Хіт року — «Калина» співачки Alyosha
- Балада року — «Журавлі» гурту «The Hardkiss»
- Прорив року — співачка Tarabarova

### Премія «M1 Music Awards»
4-та церемонія нагородження музичної премії «M1 Music Awards» відбулась 1 грудня 2018 року в Палаці спорту у Києві.
- Кліп року —  «#этомояночь» співачки NK
- Хіт року — «Плакала» гурту «KAZKA»
- Прорив року — гурт «KAZKA»
- За внесок у розвиток музичної індустрії — співачка Тіна Кароль

## Померли

### Січень
- 7 січня — Франс Галль (70), французька співачка, переможниця конкурсу «Євробачення» 1965 року.
- 10 січня — Едді Кларк (67), британський музикант, гітарист і співак, учасник хеві-метал груп «Motörhead» і «Fastway».

### Березень
- 24 березня — Ліз Ассія (94), швейцарська співачка, переможниця пісенного конкурсу «Євробачення» 1956 року.

### Травень
- 11 травня — Михайло Альперін (61), радянський, норвезький джазовий піаніст та композитор.

### Жовтень
- 18 жовтня — Сергій Бондаренко (31), український співак, соліст поп-рок гурту «Нэнси».
- 27 жовтня — Інго Інстербург (84), німецький композитор, мультиінструменталіст і співак.

### Листопад
- 17 листопада
  - Євген Осін (54), російський співак та музикант.
  - Діана Петриненко (88), українська оперна співачка (сопрано), Народна артистка УРСР та СРСР.